# Դ
Da, Ta o T'a (mayúscula: ִԴ, minúscula: դ, en armenio: դա) es la cuarta letra del alfabeto armenio, que representa la explosiva alveolar sonora (/d/) en armenio oriental y la oclusiva alveolar sorda aspirada (/tʰ/) en armenio occidental. Por lo general, se romaniza con la letra D.
Era parte del alfabeto creado por Mesrop Mashtots en el siglo V d. C.. En el sistema de numeración armenio, tiene un valor de 4.

## Códigos de caracteres
| Carácter      | Դ                          | Դ                          | դ                        | դ                        |
| ------------- | -------------------------- | -------------------------- | ------------------------ | ------------------------ |
| Unicode       | ARMENIAN CAPITAL LETTER DA | ARMENIAN CAPITAL LETTER DA | ARMENIAN SMALL LETTER DA | ARMENIAN SMALL LETTER DA |
| Codificación  | decimal                    | hex                        | decimal                  | hex                      |
| Unicode       | 1332                       | U+0534                     | 1380                     | U+0564                   |
| UTF-8         | 212 180                    | D4 B4                      | 213 164                  | D5 A4                    |
| Ref. numérica | &#1332;                    | &#x534;                    | &#1380;                  | &#x564;                  |

## Galería

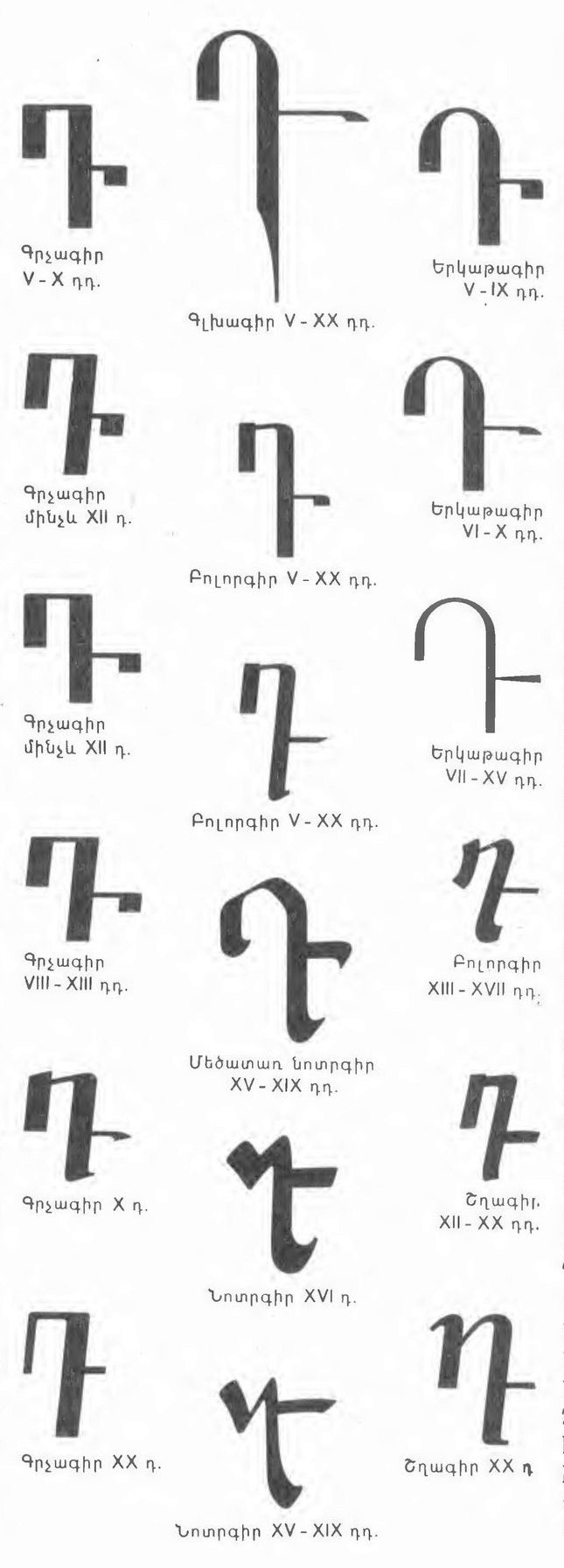
Varias fuentes históricas

Erkat'agir redondeada
Erkat'agir angular
Bolorgir
Notrgir
Shghagir
Forma tipográfica
Forma manuscrita
Armenio occidental
Armenio oriental
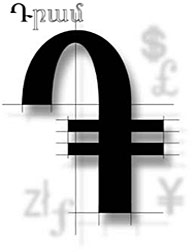
Dram armenio